# Тарбут

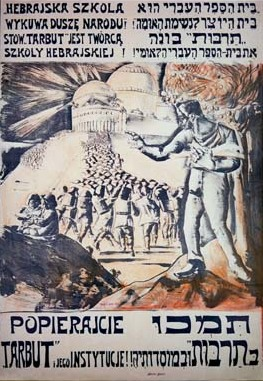
Тарбут в Польше в 1930-х годах

Тарбут (ивр. תַרְבּוּת‎ «культура») — еврейская светская просветительно-культурная организация, под эгидой которой в период между двумя мировыми войнами была создана сеть светских образовательных учреждений на иврите в России, Польше, Румынии и Литве.
В 1917 году общество имело в России 250 школ и других учреждений. В Литве к 1925 году было 200 таких школ.

## Журнал "Тарбут"
Самиздатский культурно-просветительский журнал с таким же названием издавался и распространялся с 1975 года, сначала Феликсом Дектором и Зеевом Вагнером, а, после их уезда из СССР, Феликсом Канделем, Александром Большим, Ильей Эссасом, Львом Годлиным.
После переезда Феликс Дектор открыл издание под этим же именем в Иерусалиме.